# Suar
Suar è una suddivisione dell'India, classificata come municipal board, di 26.142 abitanti, situata nel distretto di Rampur, nello stato federato dell'Uttar Pradesh. In base al numero di abitanti la città rientra nella classe III (da 20.000 a 49.999 persone).

## Geografia fisica
La città è situata a 29° 1' 60 N e 79° 2' 60 E e ha un'altitudine di 213 m s.l.m..

## Società

### Evoluzione demografica
Al censimento del 2001 la popolazione di Suar assommava a 26.142 persone, delle quali 13.882 maschi e 12.260 femmine. I bambini di età inferiore o uguale ai sei anni assommavano a 4.885, dei quali 2.528 maschi e 2.357 femmine. Infine, coloro che erano in grado di saper almeno leggere e scrivere erano 7.228, dei quali 4.717 maschi e 2.511 femmine.